# Macronadata aurivilliusi
Macronadata aurivilliusi är en fjärilsart som beskrevs av Sergius G. Kiriakoff 1954. Macronadata aurivilliusi ingår i släktet Macronadata och familjen tandspinnare. Inga underarter finns listade i Catalogue of Life.